# Iridogorgia splendens
Iridogorgia splendens is een zachte koraalsoort uit de familie Chrysogorgiidae. De koraalsoort komt uit het geslacht Iridogorgia. Iridogorgia splendens werd in 2007 voor het eerst wetenschappelijk beschreven door Watling.